# Chesterfield (cigarett)

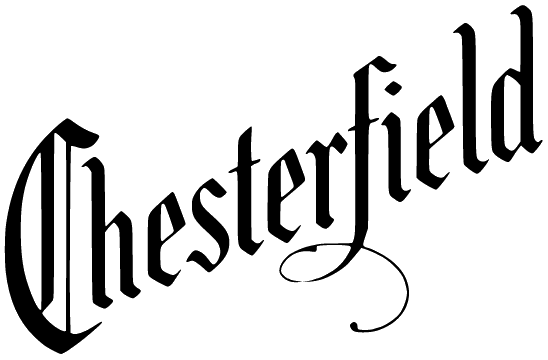

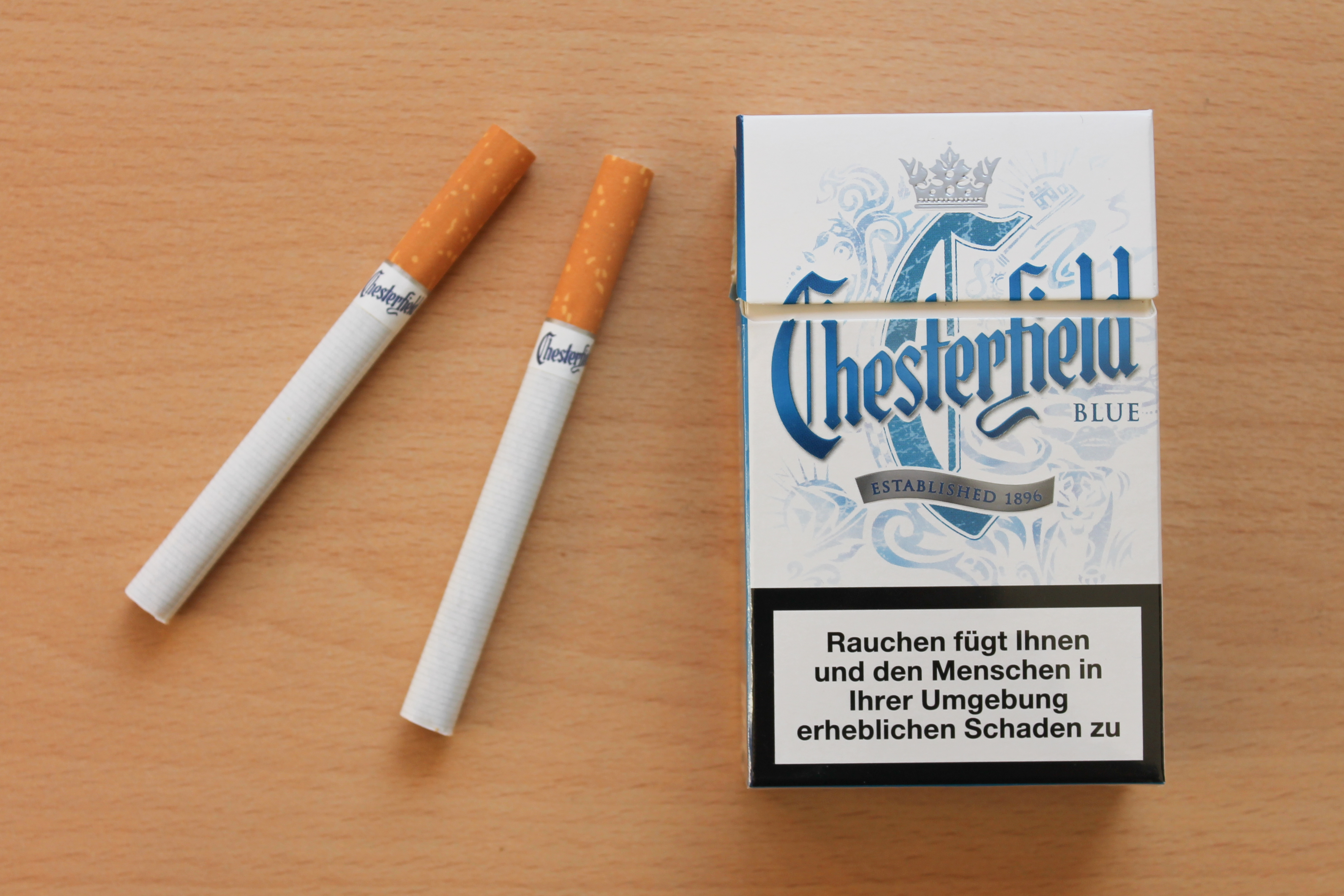
Chesterfield Blue

Chesterfield är ett cigarettmärke som marknadsförs av Philip Morris International. Det var ett av de mest kända varumärkena i början av 1920-talet, men försäljningen i USA har minskat stadigt under årens lopp. Internationellt var det 2012 Philip Morris sjätte största cigarettmärke. Märket namngavs efter Chesterfield County, Virginia. Under många år tillverkades Chesterfield av Liggett & Myers Tobacco Company. År 1999 sålde Liggett varumärkena L&M, Lark och Chesterfield till Philip Morris Companies Inc., numera Altria Group.

## Kulturella avtryck
- Under 1930– och 1940-talet sponsrade Chesterfield ett populärt radioprogram, Chesterfield Hour, som presenterade stora orkesterledare som Paul Whiteman, Glenn Miller och Harry James.

- På 1940– och 1950-talet var bland andra Jack Webb, Ronald Reagan och Bob Hope affischnamn för Chesterfield.

- I romanen Goldfinger av Ian Fleming, ansåg James Bond att Chesterfield var den enda anständiga amerikanska cigaretten.

- I Ruben Nilsons visa Fimpen och tändstickan ur Vanvördiga visor, publicerad 1935, är fimpen av märket Chesterfield.

[...]
"Å kors så rysligt intressant, goddag" sa fimpen milt
"Jag är av gammal god familj, av ätten Chesterfield.
Det var ett misstag troligtvis, att jag blev kastad bort
man brinner i sin ungdomsvår... och därför blir man kort.”
[...]